# Maxim Saury

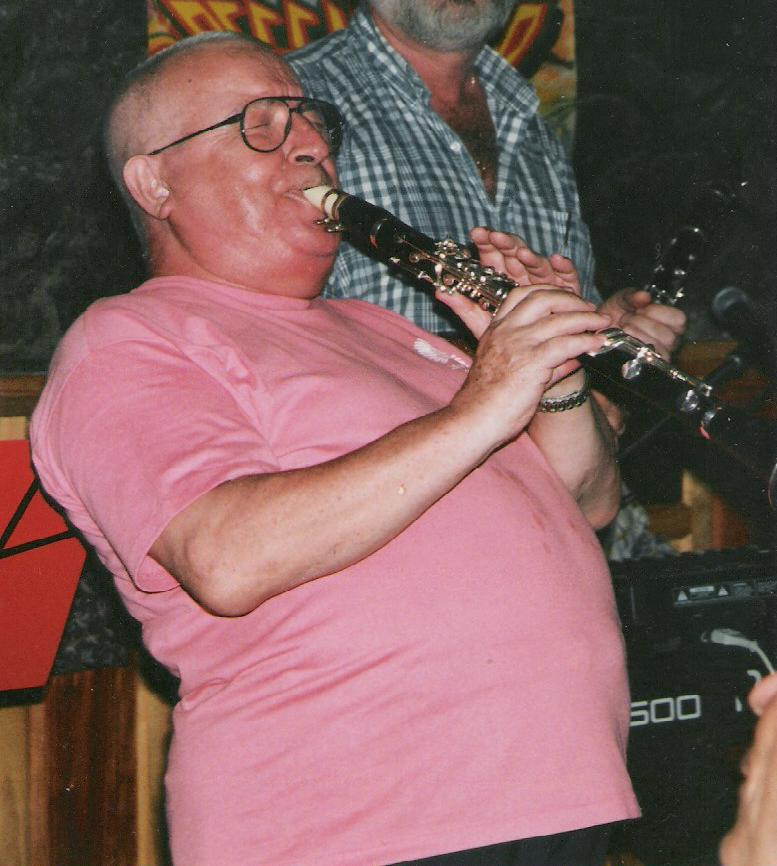
Maxim Saury (La Réunion, 1996)

Maxim Saury (* 27. Februar 1928 in Enghien-les-Bains, Val-d’Oise; † 15. November 2012) war ein französischer Klarinettist, Arrangeur und Bandleader des Dixieland Jazz. 

## Leben und Wirken
Maxim Saury begann 1949 traditionellen Jazz zu spielen, begleitete 1951 Sidney Bechet und trat in Konzerten zusammen mit Don Byas, Buck Clayton, Roy Eldridge, Peanuts Holland, Albert Nicholas und Bill Coleman auf. Im Duett mit Mezz Mezzrow nahm er 1955 die Titel Rosetta und Wailin'  with Saury auf. Er nahm auch Schallplatten mit seinem eigenen Orchester auf und wirkte in mehreren Filmen mit, wie in Bonjour Tristesse und Cherchons La Femme.  
Maxim Saury spielte regelmäßig zwischen 1955 und 1968 im Pariser Jazzclub Le Caveau de la Huchette. Auch arbeitete er mit Gilbert Leroux.

## Auswahldiskographie
- Maxim Saury and his Jazz Music (Decca)
- Maxim Saury with Peanuts Holland (MFP)
- Maxim Saury: Hommage à Bechet (EMI, 1955–64)

## Lexikalischer Eintrag
- Martin Kunzler: Jazz-Lexikon, Reinbek, Rowohlt, 1993.
- Richard Cook, Brian Morton: The Penguin Guide of Jazz on CD. 6. Auflage. Penguin, London 2002, ISBN 0-14-051521-6.